# Friedrich Wilhelm Gustav Spörer
Friedrich Wilhelm Gustav Spörer, nemški astronom, * 22. oktober 1822, Berlin, Nemčija, † 7. julij 1895, Giessen.

## Življenje in delo
Spörer je študiral matematiko in astronomijo na Univerzi v Berlinu. Tu sta nanj najbolj vplivala Encke in Dove. Diplomiral je leta 1843. Leta 1844 je bil Enckejev pomočnik na Observatorjiju v Berlinu, kjer je izračunal motnje Enckejevega kometa za obdobje od 1838 do 1845.
Najprej je odšel učiti na gimnazijo v Bromberg, leta 1847 v Prenzlau, leta 1849 pa je začel učiti na klasični gimnaziji v Anclamu, kjer je ostal 25 let.
Začel je opazovati Sonce, Sončeve pege in cikle njihovih pojavljanj. S tem v zvezi ga večkrat omenjajo poleg Maunderja, ki je na novo odkril njegovo delo v zvezi z majhnim številom peg v 17. stoletju.
Odkril je Spörerjev zakon, ki obravnava pojavljanje Sončevih peg na določenih širinah med Sončevim ciklom in različno gibanje Sončeve površine.
Leta 1868 je odšel v Indijo, kjer je želel opazovati popolni Sončev mrk, vendar je ponagajalo oblačno vreme. Leta 1872 je začel raziskovati na novo ustanovljenem Astrofizikalnem observatoriju v Potsdamu, kjer je leta 1882 postal glavni opazovalec. Leta 1894 se je upokojil.